# .mf
.mf je doména určená pro francouzské zámořské území Svatý Martin, které se rozkládá v severní části stejnojmenného karibského ostrova.